# Jawaharlal Nehru University
La Universitat Jawaharlal Nehru, (hindi: जवाहरलाल नेहरू विश्वविद्यालय: जवाहरलाल नेहरू विश्वविद्यालय) també coneguda com a JNU, és una universitat central pública ubicada a Nova Delhi, la capital d'Índia. El 2012 el consell de valoració nacional li va donar la universitat un grau de 3.9 sobre 4, el grau més alt atorgat a qualsevol institució educativa del país. La universitat és considerada la segona més important entre les universitats públiques de l'Índia, segons el India Today

## Alumnes destacats
- Anjali Gopalan, Director Executiu de la Fundació Naz (Índia)
- Ali Zeidan, Primer ministre de Líbia[4]
- Palagummi Sainath, periodista
- Ahmed galleda Saif Al Nahyan, president de Etihad Airways
- Muzaffar Alam, George V. Bobrinsky Professor d'Història, Universitat de Chicago, ENS
- Abhijit Banerjee, Professor de Fundació del Ford a Institut de Massachusetts de Tecnologia, ENS
- Baburam Bhattarai, anterior (36è) primer ministre i ministre de finança anterior de Nepal
- Gaiti Hasan, microbiòleg
- Seyed Ehtesham Hasnain, IIT de professor, Delhi, India
- Thomas Issac, ministre de finança anterior de Kerala, Membre de Comitè Central, Partit Comunista d'India (marxista)
- Aditya Jha, Canadenc entrepreneur; philanthropist i filòsof; actiu en afers públics canadencs
- Prakash Karat, Membre, Polit Agència, Partit Comunista d'India (marxista)
- Abhay Kumar, diplomàtic, Divisió de Diplomàcia Pública del Ministeri d'Afers Externs India
- Lalit Mansingh, Degà d'Institut de Servei Estranger, Nova Delhi
- Udayan Mukherjee, Notícia de CNBC
- Ranjit Nayak, Representant de País del Banc Mundial dins Kosovo
- Digvijay Singh, Ministre d'Unió anterior d'Estatal per Afers Estrangers
- Assolellat Singh, escriptor
- D.P. Tripathi, NCP de secretari general, Parlamentari, Rajya Sabha
- Nirmala Sitaraman, Ministre d'Estatal (Càrrec Independent) per Ministeri de Comerç & Indústria, així com un Ministre d'Estatal per Finança i Afers Corporatius.[5] Fins que recentment va servir com a portaveu nacional per Bharatiya Janata Partit.[6] També és una Parlamentària, Rajya Sabha per Bharatiya Janata Partit
- Ashok Tanwar, Secretari, Tot Comitè de Congrés de l'Índia i Parlamentari, Lok Sabha
- Sitaram Yechury, Secretari General, Partit Comunista d'India (marxista)
- Ajit Seth, Funcionari indi, Secretari de Gabinet de República d'India
- Amitabh Rajan, Funcionari indi, Secretari de Casa de Govern de Maharashtra
- H R Khan, Governador d'Ajudant, Banc de Reserva d'India
- Mahendra P. Lama, Professor, JNU
- BS Chimni, Professor, JNU i Canceller de Vici anterior WBNUJS
- Umesh Upadhyay, Notícia de President, Xarxa 18
- Yogendra Yadav, Ex-Dirigent de Aam Aadmi Partit & Psephologist